# Leo Sterckx
Leo Sterckx   (Anvers, 16 de juliol de 1936 - Hulshout, 4 de març de 2023) va ser un ciclista belga que fou professional entre 1960 i 1966, dedicant-se principalment al ciclisme en pista.
Com a ciclista amateur va prendre part en els Jocs Olímpics de Roma de 1960, en què guanyà una medalla de plata en la prova de velocitat individual, per darrere Sante Gaiardoni.
Com a professional destaca el campionat nacional de velocitat de 1964.

## Palmarès
- 1959
  -  Campió de Bèlgica de velocitat amateur
- 1960
  -  Campió de Bèlgica de velocitat amateur
  -  Medalla de plata als Jocs Olímpics de Roma en velocitat individual
- 1963
  - 1r al Gran Premi de Copenhaguen de velocitat
- 1964
  -  Campió de Bèlgica de velocitat